# 김명주 (1974년)
김명주(金明周, 1974년 4월 9일~)은 대한민국의 정치인으로, 인천광역시의회 의원이다.

## 학력
- 동양공업전문대학(현 동양미래대학교) 기계과 졸업

## 경력
- 국회 신동근 의원실 비서
- 불로중학교 운영위원장
- 2018년 7월 1일 ~ 2022년 5월 2일: 제8대 인천광역시 서구의회 의원
- 2022년 7월 1일 ~: 제9대 인천광역시의회 의원

## 역대 선거 결과
|  | 46.79% |

|  | 50.70% |